# 二工乡 (乌鲁木齐市)
二工乡，是中华人民共和国新疆维吾尔自治区乌鲁木齐市新市区下辖的一个乡镇级行政单位。

## 行政区划
二工乡下辖以下地区：
三工村和百园路新村。